# Гудцовце
Гудцовце (словац. Hudcovce) — село в Словаччині, Гуменському окрузі Пряшівського краю. Розташоване в східній частині Словаччини в південній частині Низьких Бескидів в долині Ондавки.
Уперше згадується у 1467 році.
У селі є костел з 1940 року, який використовує місцева римо-католицька та греко-католицька громада. Перша згадка про костел в селі походить з 17 століття.

## Населення
| Рік:            | 1994. | 2004.   | 2014.   | 2024.    |
| --------------- | ----- | ------- | ------- | -------- |
| Кількість осіб: | 407   | 422     | 418     | 376      |
| Різниця:        |       | +3,68 % | -0,94 % | -10,04 % |

| Рік:            | 2023. | 2024.   |
| --------------- | ----- | ------- |
| Кількість осіб: | 380   | 376     |
| Різниця:        |       | -1,05 % |

У селі проживає 424 осіб.
Національний склад населення (за даними останнього перепису населення — 2001 року):
- словаки — 98,79 %,
- українці — 0,24 %,
- русини — 0,24 %,
- чехи — 0,24 %.

Склад населення за приналежністю до релігії станом на 2001 рік:
- римо-католики — 88,62 %,
- греко-католики — 10,41 %,
- не вважають себе вірянами або не належать до жодної вищезгаданої конфесії — 0,97 %.